# Bleptina actorisalis
Bleptina actorisalis är en fjärilsart som beskrevs av Walker 1859. Bleptina actorisalis ingår i släktet Bleptina och familjen nattflyn. Inga underarter finns listade i Catalogue of Life.